# Comuna Samiilivka, Novomîkolaiivka
Samiilivka (în ucraineană Самійлівка) este o comună în raionul Novomîkolaiivka, regiunea Zaporijjea, Ucraina, formată din satele Boikove, Samiilivka (reședința), Svitla Dolîna și Zorivka.

## Demografie
Componența lingvistică a comunei Samiilivka
     Ucraineană (93,79%)
     Rusă (5,56%)
     Alte limbi (0,13%)
Conform recensământului din 2001, majoritatea populației comunei Samiilivka era vorbitoare de ucraineană (93,79%), existând în minoritate și vorbitori de rusă (5,56%).